# Новоцарицыно
Новоцари́цыно — село в Москаленском районе Омской области. Административный центр Новоцарицынского сельского поселения.
Население — 1446 (2010)

## География
Село расположено в лесостепи в пределах Ишимской равнины, относящейся к Западно-Сибирской равнине. В 8 км к западу от села расположено озеро Эбейты. В окрестностях — полезащитные лесные полосы. На пониженных местах — редкие берёзовые и берёзово-осиновые колки. Распространены лугово-чернозёмные солонцеватые и солончаковые почвы и солонцы, ближе к озеру Эбейты — солончаки типичные. Высота центра населённого пункта — 96 метров над уровнем моря.
По автомобильным дорогам расстояние до районного центра посёлка Москаленки — 35 км, до областного центра города Омск — 130 км.
Климат
Климат умеренный континентальный (согласно классификации климатов Кёппена-Гейгера — тип Dfb). Среднегодовая температура положительная и составляет +1,5 °С, средняя температура самого холодного месяца января −17,3 °C, самого жаркого месяца июля +19,8 °С. Многолетняя норма осадков — 371 мм, наибольшее количество осадков выпадает в июле — 63 мм, наименьшее в марте — 13 мм

## История
Основано в 1906 году переселенцами из села Москаленки. В 1924 году образован сельсовет. С 1925 года Новоцарицыно входило в состав Омского округа Сибирского края. В 1929 году передано в состав Борисовского района. В 1933 году образована Селивановская МТС с центром в селе Новоцарицыно. В 1935 году вошло в состав Москаленского района. В 1955 году организован колхоз имени Хрущёва. В 1957 году реорганизован в совхоз «Селивановский» с центром в селе Новоцарицыно. В 1992 году совхоз «Селивановский» реорганизован в ЗАО «Новоцарицыно».

## Население
| 1926 | 2008  | 2010  |
| ---- | ----- | ----- |
| 1372 | ↗1590 | ↘1446 |

## Инфраструктура
В Новоцарицыно работают средняя общеобразовательная школа, детский сад, участковая больница, дом культуры, библиотека, отделение связи, отделение Сбербанка, имеется мечеть.

## Известные уроженцы
- Маямиров, Алмух — полный кавалер ордена Славы.